# Döntésinformatika
A döntésinformatika  olyan informatikai megoldások gyűjtőneve, amelyek lehetővé teszik és támogatják az adatalapú döntéshozatalt. A  mindennapi életben a döntésinformatika az adatokon alapuló döntéshozatal részéve válik az új eszközök (szenzorok, telefonok, tablet-ek, egyéb olyan mérőeszközök, amelyek az internethez csatlakozhatnak) megjelenésének köszönhetően, amelyek automatikusan - akár egymással kommunikálva - adatokat generálnak.

## Területei
A döntésinformatika a számítástechnika területén belül egy kisebb rész, amely az alábbi területeket támogatja:

### Ember által meghozott döntéseket támogató technológiák
1. üzleti intelligencia
2. Big Data és analitika
3. dokumentum menedzselés
4. adatvizualizáció

### Automatizált döntéshozatalt, adatalapúmesterséges intelligenciáttámogató technológiák
1. Automatizációs technológiák, amelyben emberi tényező már nem szerepel, és az előre konfigurált rendszerek, illetve a mesterséges intelligencia hoznak döntést (Machine Learning, Machine to Machine (M2M), cognitive computing)
2. Internet of Things - város és épület kommunikációs eszközök használata, ezek adatainak gyűjtése, és az adatok alapján automatizációk végrehajtása
3. Kollaborációt támogató kapcsolati rendszerek (ezek nem minden esetben adatalapúak)

## További információ
Nextent Informatika Zrt.
1. ↑  Nextent Informatika. nextent.hu. [2017. január 12-i dátummal az eredetiből archiválva]. (Hozzáférés: 2017. október 6.)